# Alejandro Arango y Escandón
Alejandro Arango y Escandón (Puebla, 10 de julio de 1821 - Ciudad de México, 28 de febrero de 1883) fue un abogado, poeta, traductor y académico mexicano.

## Carrera
Sus padres fueron Alejandro María Arango y Guadalupe Escandón. Cuando tenía diez años fue enviado a Madrid, España, para continuar su educación en el Real Colegio de Humanidades. También estudió en París. Al regresar a México en  1837 siguió la carrera de Derecho en el Seminario Conciliar. Fue discípulo de Manuel de la Peña y Peña y de José Bernardo Couto. Recibió su título de abogado en 1844. Fue políglota, tenía conocimientos de hebreo, griego, latín, italiano, inglés, francés, alemán y español. En 1851 se casó con doña Leocadia Molinos del Campo.
Ocupó cargos políticos municipales, y también en la Magistratura de Justicia. Fue miembro del Consejo de Estado del imperio de Maximiliano I de México. Al caer este, marchó Arango al destierro por un año. A su regreso en 1868, abandonó su participación en cargos públicos, por los que nunca había cobrado salario alguno. Era un hombre de vastos conocimientos y su biblioteca era una de las más "ricas y escogidas" de su país.
Formó parte de la Academia poética de San Juan de Letrán.
Ingresó a la Academia Mexicana de la Lengua el 11 de septiembre de 1875, ocupó la silla II. Fue nombrado bibliotecario en 1875, y director en 1877, ejerció ambos puestos hasta su muerte en 1883. En su primera época, la Academia sesionó en su casa, ubicada en la entonces calle de Medinas 6, hoy República de Cuba 86, en el Centro Histórico de la Ciudad de México.

## Obra
Ya que su educación era clásica, se dedicó al estudio de las lenguas muertas y orientales.
- 1856 Estudio sobre Fray Luis de León (ensayo).[6]
- 1867 Gramática Hebrea.
- 1879 A Germánico (poema).
- 1879 Rosaura (poema).
- 1879 Pajecillo (poema).

También fue traductor de El Cid, de Pierre Corneille, y La Conjuración de los Pazzi, de Vittorio Alfieri (además de otras obras francesas e italianas) y prologó Oficio Parvo de la Virgen María (1870) de José Mariano Lara, que fue publicado en ocho idiomas.